# Sebastian Kolze Changizi
Sebastian Kolze Changizi, né le 29 décembre 2000 à Silkeborg, est un coureur cycliste danois.

## Biographie
Sebastian Kolze Changizi commence le cyclisme en 2012 au Silkeborg IF Cykling. Il rejoint le club Mascot Workwear lors de son entrée chez les juniors (moins de 19 ans).
En 2018, il s'impose sur une étape de la Coupe du Président de la Ville de Grudziądz et termine deuxième du championnat du Danemark juniors (moins de 19 ans). Il intègre ensuite la formation AURA Energi-JS.dk en 2019, pour ses débuts espoirs (moins de 23 ans). L'année suivante, il est recruté par l'équipe continentale ColoQuick. 
Lors de la saison 2022, il se distingue en remportant une étape de la Flèche du Sud et de la Course de la Paix-Grand Prix Jeseníky. Il se classe également deuxième de Gand-Wevelgem espoirs et du championnat du Danemark espoirs, ou encore troisième du Fyen Rundt. À partir du mois d'aout, il devient stagiaire au sein de la formation World Tour Cofidis. Il participe entre-temps au Tour de l'Avenir, où il obtient diverses places d'honneur au sprint.

## Palmarès et résultats

### Palmarès par année
- 2018
  - 2e étape de la Coupe du Président de la Ville de Grudziądz
  - 3e du championnat du Danemark sur route juniors
- 2021
  - 2e épreuve des 3 Dage i Nord
- 2022
  - 4e étape de la Flèche du Sud
  - 1re étape de la Course de la Paix-Grand Prix Jeseníky
  - 1re étape du Kreiz Breizh Elites (contre-la-montre par équipes)
  - 2e de Gand-Wevelgem espoirs
  - 2e du championnat du Danemark sur route espoirs
  - 3e du Fyen Rundt

### Classements mondiaux
| Année                                 | 2021  | 2022 | 2023  | 2024  |
| ------------------------------------- | ----- | ---- | ----- | ----- |
| Classement mondial                    | 1098e | 428e | 2320e | 2776e |
| UCI Europe Tour                       | 814e  | 342e | nc    | nc    |
|                                       |       |      |       |       |
| Légende : nc = non classéSource : UCI |       |      |       |       |